# Cobbia trefusiaeformis
Cobbia trefusiaeformis är en rundmaskart som beskrevs av De Man 1907. Cobbia trefusiaeformis ingår i släktet Cobbia och familjen Monhysteridae. Arten är reproducerande i Sverige. Inga underarter finns listade i Catalogue of Life.